# Riddarholmskirken
Riddarholmskyrkan ligger på Riddarholmen i Stockholm og er begravelseskirke for det svenske kongehus. Kirkens menighed blev opløst i 1807, og kirken benyttes i dag kun til begravelser og mindehøjtideligheder.

## Ekstern henvisning
- Netside om Riddarholmskyrkan Arkiveret 19. september 2008 hos  Wayback Machine (svensk)

59°19′29″N 18°03′52″Ø / 59.32472°N 18.06444°Ø